# Kaninhop
Als Kanin-Hop bezeichnet man eine Sportart, bei der Hauskaninchen (meist Zwergkaninchen)  über Hindernisse springen, welche in einer beliebigen Form aufgebaut wurden. Die Kaninchen tragen dabei manchmal  ein Geschirr (Brustgeschirr, ein Schultergeschirr oder ein Norwegergeschirr) und werden von ihren Besitzern an einer Leine geführt. Es gibt verschiedene Wettbewerbsvarianten. In Deutschland ist die gerade Bahn oder der Parcours sehr verbreitet, diese kann sowohl mit Leine und Geschirr oder auch als „freies Springen“ ohne Leine ausgetragen werden. Des Weiteren gibt es ein „Punktespringen“, bei welchem die Anzahl der übersprungenen Hindernisse in einer gewissen Zeit gezählt werden. Es gibt auch noch einige weitere Wettbewerbsarten die allerdings seltener auf Turnieren ausgetragen werden.
Hoch- oder Weitsprung-Wettbewerb wird in Deutschland sehr selten durchgeführt. Die gegenwärtigen Rekordmarken für diese Disziplinen liegen bei drei Metern in der Länge und 106 cm in der Höhe. Der Weitsprungrekord wurden in Dänemark im Jahr 1999 aufgestellt, der im Hochsprung wurde im Jahr 2014 in Schweden erreicht. In Deutschland ist Hoch- und Weitsprung im  ZDRK (Zentralverband Deutscher Rassekaninchenzüchter e. V.) nur unter sehr strikten Auflagen zugelassen, um Überforderung der Tiere zu verhindern.

## Ablauf des Wettbewerbes

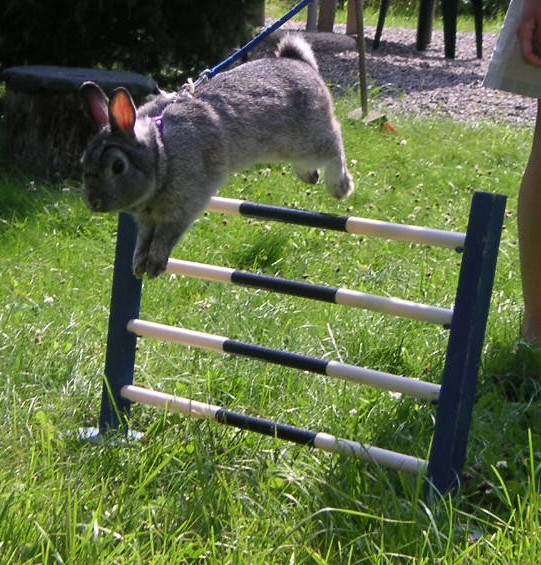
Ein Kaninchen bewältigt ein Hindernis

Am Anfang wird eine Hindernisbahn aufgebaut, diese kann dem Parcours beim Springreiten ähneln (Parcoursspringen), die Hindernisse können aber auch in einer Reihe stehen (gerade Bahn). Der entscheidende Unterschied ist, dass die Hindernisse hier bedeutend kleiner sind. Danach werden die Kaninchen meist an einer Leine durch die Bahn geführt, es gibt aber auch den „offenen Parcours“, bei dem die Tiere ohne Leine springen. Das Kaninchen, das seine Strecke in der kürzesten Zeit bei geringster Anzahl Fehler bewältigt, ist der Gewinner. Als Fehler gelten das Reißen einer Querlatte oder drei leichte Korrekturen durch den Kaninchenhalter. Bei der Bewertung gilt: Fehler vor Zeit.
Aufgrund des unterschiedlichen Könnens der teilnehmenden Tiere ist es üblich, diese in verschiedene Leistungsklassen einzuteilen. In der leichten Klasse müssen z. B. acht Hindernisse, die maximal 25 Zentimeter hoch sind, bewältigt werden. Für die Tiere in der höchsten Klasse stehen dagegen zwölf Hindernisse mit bis zu 45 Zentimetern Höhe auf dem Programm.
Jedes Tier muss zur Teilnahme an einem Wettbewerb ein Startbuch besitzen, dieses erhält man in seiner Kanin-Hop-Gruppe. Dort werden neben Informationen zu Tier und Halter auch die Impfungen eingetragen, da eine RHD-Impfung für eine Wettbewerbsteilnahme Pflicht ist. Auch können dort Klasseprüfungen und Wettbewerbsergebnisse eingetragen werden.
Fast alle deutschen Kaninhopgruppen sind einem Kaninchenzuchtverein des ZDRK angeschlossen, deswegen muss man für die meisten Turniere in einem Kaninchenzuchtverein dieses Verbandes Mitglied sein. Beim Kaninhop gibt es auch Preisgelder.

## Klasseneinteilungen
Wie auch andere Sportarten wird Kaninhop in verschiedene Klassen unterteilt. Jedes Tier muss eine entsprechende Klasseprüfung haben, um an einem Turnier teilzunehmen, diese Prüfungen werden in ein Startbuch eingetragen.
Auf Turnieren können folgende Klassen in der geraden Bahn ausgeschrieben werden:
- Leichte Klasse:
  - mind. 8 Hindernisse
  - max. Höhe 25 cm
  - mind. 180 cm Abstand zwischen den Hindernissen
  - mind. 1 Weitsprung
  - max. 25 cm lang

- Mittelschwere Klasse:
  - mind. 10 Hindernisse
  - max. Höhe 35 cm
  - mind. 200 cm Abstand zwischen den Hindernissen
  - mind. 2 Weitsprünge
  - max. 40 cm lang
  - Wassergraben obligatorisch

- Schwere Klasse:
  - mind. 10 Hindernisse
  - max. Höhe 45 cm
  - mind. 200 cm Abstand zwischen den Hindernissen
  - mind. 3 Weitsprünge
  - max. 55 cm lang
  - Wassergraben obligatorisch

- Elite-Klasse:
  - mind. 12 Hindernisse
  - max. Höhe 50 cm
  - mind. 220 cm Abstand zwischen den Hindernissen
  - mind. 3 Weitsprünge
  - max. 70 cm lang
  - Wassergraben obligatorisch

Dieselben Angaben gelten  auch für das Parcours-springen. Weitere Wettbewerbe sind beispielsweise das Punktespringen, Parallelspringen oder auch das übliche Ausscheidungsspringen, bei dem es 3 Durchgänge gibt. In jeder Runde werden die Hindernisse erhöht: 25 – 35 – 40 cm.

## Ursprung
Diese Sportart entstand ca. Anfang der 1970er in Schweden. Schwedische Kaninchenzüchter wollten ihre Tiere damit ursprünglich nur beschäftigen. Ende der 1970er Jahre gründete sich der erste schwedische Club, der seine Kaninchen nach den Regeln des Springreitens trainierte. Mittlerweile gibt es mehrere Kanin-Hop-Vereine in fast allen europäischen Ländern. Auch im deutschsprachigen Raum erfreut sich dieser Sport zunehmender Beliebtheit. In Deutschland sind Kanin-Hop-Gruppen meist Rassekaninchenzuchtvereinen im ZDRK angeschlossen.
Die besten Tiere messen sich in Landes- oder Europameisterschaften.